# Casma (Peru)
Casma ist die Hauptstadt der Provinz Casma in der Region Ancash im zentralen Westen von Peru. Die Stadt ist Verwaltungssitz des gleichnamigen Distrikts. Beim Zensus 2017 wurden 24.760 Einwohner gezählt.

## Geographische Lage
Die Stadt Casma liegt etwa 320 km nordnordwestlich der Landeshauptstadt Lima. Sie liegt an der Einmündung des Río Sechín in den Río Casma. Die Stadt liegt auf einer Höhe von 39 m in der wüstenhaften Küstenregion Perus. Die Pazifikküste befindet sich knapp 10 km entfernt. Weiter östlich erheben sich die kargen Ausläufer der peruanischen Westkordillere. Entlang den Flüssen wird bewässerte Landwirtschaft betrieben.

## Sehenswürdigkeiten
In der näheren Umgebung gibt es mehrere archäologische Fundplätze der Sechín-Kultur. Die Funde werden im 1984 eröffneten, nach Max Uhle benannten Museo Regional de Casma Max Uhle unweit der Ausgrabungsstätte Cerro Sechín ausgestellt.